# Michael Nyqvist
Pour les articles homonymes, voir Nyqvist (homonymie).
Rolf Åke Mikael Nyqvist, dit Michael Nyqvist, est un acteur suédois, né le 8 novembre 1960 à Stockholm, où il meurt le 27 juin 2017. Il est principalement connu pour le rôle du journaliste Mikael Blomkvist dans la trilogie Millénium issue des romans de Stieg Larsson.

## Biographie
Michael Nyqvist est né d'une mère suédoise et d'un père italien et a été adopté quand il était bébé. À 17 ans, il effectue sa première expérience théâtrale, lors d'un programme d'échange avec un lycée américain, où il joue un petit rôle dans la pièce Mort d’un commis voyageur, d'Arthur Miller. Il est diplômé de la Malmö Theatre Academy, où il est entré à l'âge de 24 ans. Il a épousé Catharina Ehrnrooth en 1990 et est le père de deux enfants, Ellen (1991) et Arthur (1996). Catharina Ehrnrooth travaille également dans l'industrie du divertissement en tant que décoratrice. De plus, une grande partie de son travail est présentée dans des films, des émissions de télévision et des publicités. 
Le 27 juin 2017, Michael Nyqvist décède d'un cancer du poumon à 56 ans.

## Filmographie

### Cinéma
- 1987 : Jim et piraterna Blom de Hans Alfredson
- 1996 : Jérusalem de Bille August : menuisier
- 1996 : Sånt är livet de Colin Nutley : Kalle Andersson
- 1997 : Tic Tac de Daniel Alfredson : le propriétaire du restaurant
- 1998 : Nightwalk (court-métrage) d'Ylva Gustavsson : l'Homme
- 1998 : Veranda för en tenor de Lisa Ohlin : le directeur
- 1999 : Vägen ut de Daniel Lind Lagerlöf : Diego
- 2000 : 10:10 de Daniel Alfredson : Magnus
- 2000 : Together (Tillsammans) de Lukas Moodysson : Rolf
- 2000 : Hjärta av sten de Martin Munthe : Lev
- 2001 : Hr. Boe and Co.'s Anxiety (court-métrage) de Christoffer Boe
- 2001 : Hans och hennes de Daniel Lind Lagerlöf : docteur
- 2001 : Hem ljuva hem de Dan Ying : Kent
- 2002 : Le Mec de la tombe d'à côté (Grabben i graven bredvid) de Kjell Sundvall : Benny  Söderström
- 2002 : Bäst i Sverige! d'Ulf Malmros : Giuseppe
- 2003 : Föräldramötet (court-métrage) de Björn Carlström et Stefan Thunberg : Ulf
- 2003 : Detaljer de Kristian Petri : Erik
- 2003 : Smala Sussie d'Ulf Malmros : Mörka Rösten
- 2004 : London Voodoo de Robert Pratten : Magnus
- 2004 : Dag och natt de Simon Staho : Jacob
- 2004 : La Chorale du bonheur (Så som i himmelen) de Kay Pollak : Daniel Daréus
- 2005 : Skuggvärld (court-métrage) de Niklas Olsson : Henrik
- 2005 : Next Door (Naboer) de Pål Sletaune : Åke
- 2005 : Une autre mère (Äideistä parhain) de Klaus Härö : Hjalmar Jönsson - père en Suède
- 2005 : Bang Bang Orangutang de Simon Staho : Sven Blomberg
- 2006 : Sök de Maria von Heland
- 2006 : Underbara älskade de Johan Brisinger : Lasse
- 2007 : The Black Pimpernel d'Åsa Faringer et Ulf Hultberg : Harald Edelstam
- 2007 : Arn, chevalier du Temple de Peter Flinth : Magnus Folkesson
- 2008 : La Rébellion de Kautokeino de Nils Gaup : Lars Levi Laestadius
- 2008 : Downloading Nancy de Johan Renck
- 2008 : Iscariot de Miko Lazic : Masen
- 2009 : Millenium  (Män som hatar kvinnor) de Niels Arden Oplev : Mikael Blomkvist
- 2009 : Millénium 2 : La Fille qui rêvait d'un bidon d'essence et d'une allumette : Mikael Blomkvist
- 2009 : Millénium 3 : La Reine dans le palais des courants d'air : Mikael Blomkvist
- 2011 : Identité secrète (Abduction) de John Singleton : Nikola Kozlow
- 2011 : Mission impossible : Protocole Fantôme (Mission: Impossible - Ghost protocol) de Brad Bird : Kurt Hendricks
- 2012 : Disconnect d'Henry Alex Rubin
- 2013 : Europa Report de Sebastián Cordero
- 2014 : La Ritournelle de Marc Fitoussi : Jesper
- 2014 : John Wick de David Leitch et Chad Stahelski : Viggo Tarasov
- 2015 : La Reine-garçon de Mika Kaurismäki : chancelier Axel Oxenstierna
- 2015 : Colonia de Florian Gallenberger : Paul Schäfer
- 2015 : The Girl in the Book de Marya Cohn : Milan
- 2016 : I.T. de John Moore : Henrik
- 2016 : A Serious Game de Pernilla August : Markel
- 2016 : Frank et Lola (Frank & Lola) de Matthew M. Ross : Alan
- 2018 : Hunter Killer de Donovan Marsh : capitaine Sergi Andropoyov
- 2019 : Une vie cachée de Terrence Malick : l'évêque Joseph Fliessen

### Télévision
- 1982 : Kamraterna (TV) de Bodil Malmsten : le modèle
- 1990 : Pass (TV) de Mikael Södersten
- 1998 : Personkrets 3:1 (TV) d'Arn-Henrik Blomqvist : Karl-Erik
- 2001 : Bekännelsen (TV) de Daniel Lind Lagerlöf : Thorn (épisodes 2 et 3)
- 2001 : Skuggpojkarna (TV) de Vibeke Bjelke : Christoffer
- 2004 : ABBA: Our Last Video Ever (TV) de Carl Åstrand
- 2011 : Le Chinois (Der Chinese) de Peter Keglevic : Staffan
- 2013 : Zero Hour (série télévisée)
- 2015 : 100 code (série télévisée) : Mikael Eklund

## Voix françaises
En France, Pierre-François Pistorio est la voix régulière de Michael Nyqvist à partir de Millénium en 2009.
| - Pierre-François Pistorio dans : - Millénium - Millénium 2 - Millénium 3 - Millénium (série télévisée) - Identité secrète - Zero Hour (série télévisée) - John Wick - La Reine-garçon - Colonia - Frank et Lola - Madiba (téléfilm) - Une vie cachée | - Gabriel Le Doze dans : - Mission impossible : Protocole Fantôme - I.T. Et aussi - Bruno Magne dans Next Door - Philippe Dumond dans The 100 Code (série télévisée) - Éric Bonicatto dans About Alice - Gregory Manukov dans Hunter Killer |

## Distinctions
En 2002, Michael Nyqvist reçoit le prix du Meilleur acteur dans un rôle principal pour le film suèdo-norvégien Grabben i graven bredvid.
Clion du meilleur acteur pour son rôle de Paul Schäfer dans Colonia au WaHFF (Waterloo Historical Film Festival) en 2016.